# Àcid tel·lurós
L'àcid tel·lurós és un compost inorgànic amb la fórmula H₂TeO₃. És l'oxoàcid de tel·luri(IV). Aquest compost no està ben caracteritzat. Una forma alternativa d'escriure la seva fórmula química és (HO)₂TeO. La seva base conjugada és ben coneguda en la forma de diverses sals com la tel·lurita àcida de potassi, KHTeO₃.

## Propietats
En contrast amb el compost anàleg àcid seleniós, l'àcid tel·lurós és només metaestable.
Normalment es prepara en solució aquosa on actua com àcid feble.